# Sabir Zeynalov
Sabir Elniz oglu Zeynalov (en azerí: Sabir Elniz oğlu Zeynalov; 22 de julio de 2005) es un deportista azerbaiyano que compite en taekwondo adaptado. Ganó una medalla de bronce en los Juegos Paralímpicos de París 2024, en la categoría de –58 kg.

## Biografía
En diciembre de 2021, a la edad de 16 años, Sabir Zeynalov ganó el bronce en el Campeonato Mundial de Estambul, derrotando al medallista de plata de Tokio 2020. En marzo de 2022 quedó segundo en la Copa del Presidente en Teherán. En mayo del mismo año ganó el bronce en el Campeonato de Europa de Manchester. En septiembre de 2022 Sabir Zeynalov ganó una medalla de plata en el Gran Premio de París. En octubre del mismo año él quedó tercero en el Gran Premio de Manchester. En diciembre de 2022 el atleta ganó la etapa final del Gran Premio de Riad. En abril de 2023 Sabir Zeynalov recibió el título de Maestro de Deportes de Azerbaiyán.
En julio de 2023 Sabir Zeynalov ganó el bronce en el Campeonato Abierto de Europa en la ciudad francesa de Montargis, en el que se otorgaron puntos de clasificación para los Juegos Paralímpicos de París 2024. En agosto de 2023 él ganó el bronce en el Campeonato de Europa de Róterdam. Ese mismo mes obtuvo la medalla de bronce en el Gran Premio de París. En septiembre de 2023 ganó el Gran Premio de Taekwondo adaptado en México. En diciembre del mismo año ganó el campeonato de Azerbaiyán. En enero de 2024 Sabir Zeynalov ocupó el tercer lugar en el ranking mundial. El 12 de enero de 2024 Sabir Zeynalov (58 kg) obtuvo una licencia para los Juegos Paralímpicos de París 2024. En febrero de 2024 Sabir se convirtió en medallista de bronce de la Copa del Presidente en Teherán. En mayo de 2024, ganó una medalla de plata en el Campeonato Abierto Asiático en Da Nang, Vietnam.
El 29 de agosto de 2024 compitió en los Juegos Paralímpicos de París 2024. Después de derrotar al atleta japonés Mitsuyu Tanaka en cuartos de final, Sabir Zeynalov perdió en semifinales ante el dos veces campeón europeo Ali Can Ozcan de Turquía. En la lucha por el bronce, la atleta azerbaiyana de parataekwondo derrotó a la representante de Tailandia, Tanwa Kaenkham, y se convirtió en la primera atleta azerbaiyana en la historia en ganar una medalla en la competición de taekwondo adaptado en los Juegos Paralímpicos.
El 10 de septiembre de 2024, por orden del Presidente de la República de Azerbaiyán, Ilham Aliyev, Sabir Zeynalov recibió la Orden “Por el Servicio a la Patria”, tercer grado, por sus altos logros en los Juegos Paralímpicos de París 2024 y sus servicios en el desarrollo del deporte azerbaiyano. Por decreto presidencial del mismo día, también recibió un premio en efectivo de 50.000 manat por el tercer puesto en los Juegos Paralímpicos, y su entrenador recibió un premio de 25.000 manat.

## Palmarés internacional
| Juegos Paralímpicos | Juegos Paralímpicos | Juegos Paralímpicos | Juegos Paralímpicos |
| Año                 | Lugar               | Medalla             | Categoría           |
| ------------------- | ------------------- | ------------------- | ------------------- |
| 2024                | París (Francia)     | Medalla de bronce   | –58 kg              |